# Saint-Nizier-sous-Charlieu
Saint-Nizier-sous-Charlieu là một xã trong tỉnh Loire miền trung nước Pháp.